# Kompas
Die Kompas war ein polnisches Vermessungsschiff, das 1938/39 unter dem Namen Żuraw („Kranich“) als Minensuchboot gebaut wurde. Es war das letzte der sechs in Polen entworfenen und hergestellten Schiffe der Jaskółka-Klasse. Neben der Minensuche war sie auch als Minenleger und zur U-Boot-Jagd vorgesehen.
Nach mehreren Einsätzen versenkte die Besatzung das Schiff mit der Kapitulation der polnischen Truppen auf Hela am 2. Oktober 1939 selbst. Die Deutschen hoben das Schiff, benannten es in Oxhöft um und setzten es als Versuchsboot ein. Nach dem Krieg diente es zunächst beim Deutschen Minenräumdienst. 1946 folgte die Rückgabe an Polen. Nach Minenräumaufgaben in der Ostsee folgte der Einsatz als Vermessungsschiff Kompas und 1971 die Ausmusterung.

## Marine der zweiten polnischen Republik
Das Schiff wurde am 1. September 1939 unter dem Kommando von Kapitan Marynarki Robert Kasperski vorzeitig in Dienst gestellt. Zu diesem Zeitpunkt war das Schiff noch nicht eingefahren und die Besatzung noch nicht mit der Żuraw vertraut. Am gleichen Tag noch verlegte sie mit der polnischen Flotte – bestehend aus dem Minenleger Gryf, dem Zerstörer Wicher, den Minensuchern Jaskółka, Mewa, Rybitwa, Czajka, Czapla und der Żuraw sowie den Kanonenbooten General Haller und Komendant Pilsudski – die Basis in Gdingen, um nach Hela zu verlegen und die „Operation Rurka“ durchzuführen. Dabei sollte die Danziger Bucht mit einer Minensperre gegen Angriffe der deutschen Linienschiffe Schleswig-Holstein und Schlesien geschützt werden.
Während der Überfahrt griffen 33 Sturzkampfbomber vom Typ Ju 87 des Lehrgeschwaders 1 die Flotte an, die „Operation Rurka“ musste abgebrochen werden. Bei diesem Angriff erhielten die Gryf, Wicher und auch Mewa Schäden durch Nahtreffer. Die Mewa verblieb in Hela, während die fünf unbeschädigten Minensucher zum Marinehafen von Jastarnia beordert wurden, wo sie bis Mitte September stationiert blieben.
Beim nächsten Einsatz der Minensuchboote am 3. September blieben Żuraw und Czapla in Jastarnia, da ihre Ruderanlagen ausgefallen waren. Dort unterstützten sie die Luftabwehr. Bei weiteren Operationen wurden sie nicht mehr eingesetzt.
Beim deutschen Luftangriff am 14. September auf die im Hafen von Jastarnia liegenden Boote endete ihr Einsatz. Gegen 10.00 Uhr erschienen 11 Sturzkampfbombern vom Typ Ju 87 der 4./Trägergruppe 186 über dem Hafen: Rybitwa erhielt einen Treffer von einer Bombe, die allerdings nicht explodierte. Czajka und Żuraw wiesen kleinere Schäden auf, Jaskółka und Czapla dagegen wurden zerstört.
Anschließend wurden Rybitwa, Czajka und Żuraw nach Hela überstellt, wo sie sich zum Zeitpunkt der Kapitulation am 2. Oktober noch befanden. Dort wurden sie von ihren Besatzungen versenkt.

## Deutsche Kriegsmarine
Schnell hoben die Deutschen die Żuraw und gliederten sie zusammen mit Westerplatte (ex Czajka) am 3. Oktober 1939 als Oxhöft in die erst im September aufgestellten 7. Minensuchflottille ein. Aufgabe der Flottille war zu diesem Zeitpunkt die Räumung der polnischen Minensperren in der Danziger Bucht.
Nach Beendigung dieser Aufgabe wurde sie ab dem 17. Oktober als Vermessungsboot genutzt. Am 20. Juli 1942 erfolgte die Überstellung zum Sperrversuchskommando (SVK) in Kiel, wo man sich mit der Entwicklung und Erprobung von Seeminen, Zünd- und Räumgeräten befasste. Dort diente sie als Schulboot. Angaben über weitere Nutzung oder Aufenthaltsorte bis zum Kriegsende liegen nicht vor. In der Kriegsmarine war die Żuraw mit einer 2,0-cm-Flak ausgerüstet.

## Deutscher Minenräumdienst
Nach Kriegsende wurde die Oxhöft wie die anderen ehemaligen polnischen Boote am 15. Oktober 1945 der 3. Minenräumdivision des Deutschen Minenräumdienstes zugeteilt. Aufgabe der 3. Minenräumdivision mit Sitz in Kopenhagen war die Räumung der Seeminen in den dänischen Gewässern. Die – inzwischen unbewaffnete – Oxhöft und ihre Schwesterboote sind in den aktiven Flottillen nicht verzeichnet und ist den Reservebooten zuzurechnen.

## Marine der Volksrepublik Polen
In Travemünde fand die polnische Militärkommission im Dezember 1945 die ehemalige Żuraw zusammen mit ihren Schwesterschiffen vor. Die vier Boote erhielten ihre alten Namen zurück erreichten und am 12. März 1946 die frühere Basis Gdingen. Mit der Rückgabe wurde die Żuraw mit Waffen aus deutschen Beständen ausgerüstet und trug nun insgesamt fünf 2,0-cm-Flak – aufgeteilt in zwei Doppel- und ein Einzelgeschütz. Diese Bewaffnung behielt das Boot bis Juli 1949.
In Gdingen wurde die Żuraw einer Überholung unterzogen, die – als erstes der vier Boote der Jaskółka-Klasse – am 29. November 1946 abgeschlossen war. Zwei Wochen später wurde sie zeitweise als Vermessungsschiff eingesetzt. Gleichzeitig räumte sie von Stettin aus die in polnischer Verantwortung liegenden Küstenabschnitte und Seestraßen von Minen. Ab Mitte Juli 1947 machte sie dies gemeinsam mit den anderen Schiffen der Klasse – der Jaskółka, Mewa und Rybitwa.
Als die polnische Marine kein eigenes Vermessungsschiff erwerben konnte, übernahm die Żuraw diese Aufgabe ab 15. August 1948 dauerhaft. Dazu erhielt sie die Kennung HG 11 („okręt HydroGraficzny“) und achtern ein zusätzliches Deckshaus. Mit der Neuklassifizierung der übrigen Boote der Klasse erhielt auch die Żuraw / HG 11 eine Bewaffnung nach sowjetischem Standard und trug nun auf dem Vorschiff zwei 3,7-cm-Kanonen in einer Doppellafette.
Am 1. August 1951 überumpelte die Besatzung die Offiziere und setzte sich mit dem Schiff in das schwedische Ystad ab. 11 Matrosen baten um Asyl, was ihnen auch gewährt wurde. Das Schiff kehrte nach Polen zurück. Die zurückgekehrten Besatzungsmitglieder wurden zu langjährigen Haftstrafen verurteilt. Bei einer erneuten Umbenennung erhielt sie 1951 den Namen Kompas. Eine letzte Modernisierung fand von 1959 bis 1963 in der Marinewerft Gdingen statt, bei der das achtere Deckshaus wieder entfernt und stattdessen auf dem Vorschiff Unterkünfte sowie hinter der Brücke ein Dreibeinmast eingebaut wurden. Nach dem Umbau wies sie keine Bewaffnung mehr auf. Mit einem neuen Vermessungsschiff, der Kopernik, wurde die Kompas zum 31. Dezember 1971 ausgemustert und diente bis 1979 unter der Kennung BK-4 („Barka Koszarowa“) als Wohnschiff. Während eines Wintersturms zum Jahreswechsel 1978/1979 rissen die Trossen, welche die BK-4 ans Ufer befestigt hatten, und die zuletzt kaum benutzte und zu diesem Zeitpunkt unbesetzte Hulk lief auf Grund in einem unbefestigten Bereich des Gdinger Hafens. Am 16. Juli 1981 wurde die beschädigte BK-4 vom Marineschlepper H-12 von Gdingen nach Hela überführt, wo sie anschließend verschrottet wurde.